# Colletes platycnema
Colletes platycnema là một loài Hymenoptera trong họ Colletidae. Loài này được Snelling mô tả khoa học năm 1975.